# 少女小渔 (小说)
《少女小漁》為美籍華人作家嚴歌苓的小說。

## 故事梗概
来自中國的小漁是在澳大利亚悉尼一家工廠的女工，每周五天工作兩天上學。她的男朋友江偉也是来自中國的学生，早上非法工作下午上學。她为了身份与意大利裔澳洲人馬力歐假结婚，馬力歐是个偶爾出門拉小提琴賣藝的七十多歲老頭。馬力歐的同居女友麗塔也是意大利裔澳大利亚人。因為澳洲移民局會派人確認「夫妻關係」，所以小漁就搬去馬力歐的住所，但住所裏有馬力歐的女友麗塔，麗塔總是充滿敵意地對待小漁，其實小漁和馬力歐就像和長輩晚輩相敬如賓，並處處讓著麗塔。另一方面，江偉總熱潮冷諷地責怪小漁和馬力歐互動。之後，麗塔離開馬力歐，馬力歐突然中風病倒，江偉逼得小漁離開馬力歐，最後就在老人的眼淚和小漁的不捨下結束了。

## 影视改编
- 1993年拍摄的中国电视连续剧《新大陆》剧情的一部分，小渔由石兰扮演。
- 1995年由張艾嘉改編為同名電影，並由吳孟樵改寫為同名電影小說，小渔由刘若英扮演。